# Schloss Egg

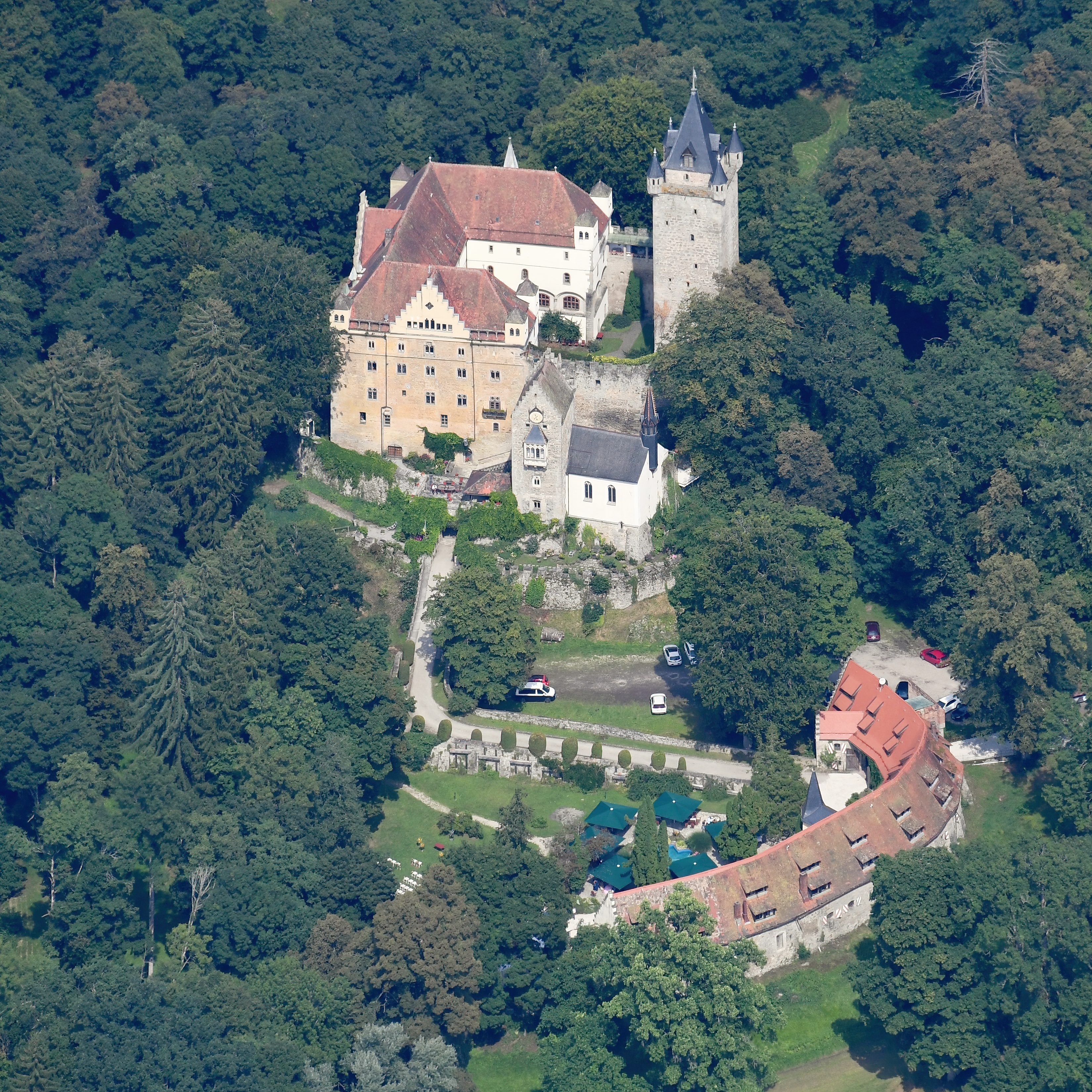
Schloss Egg

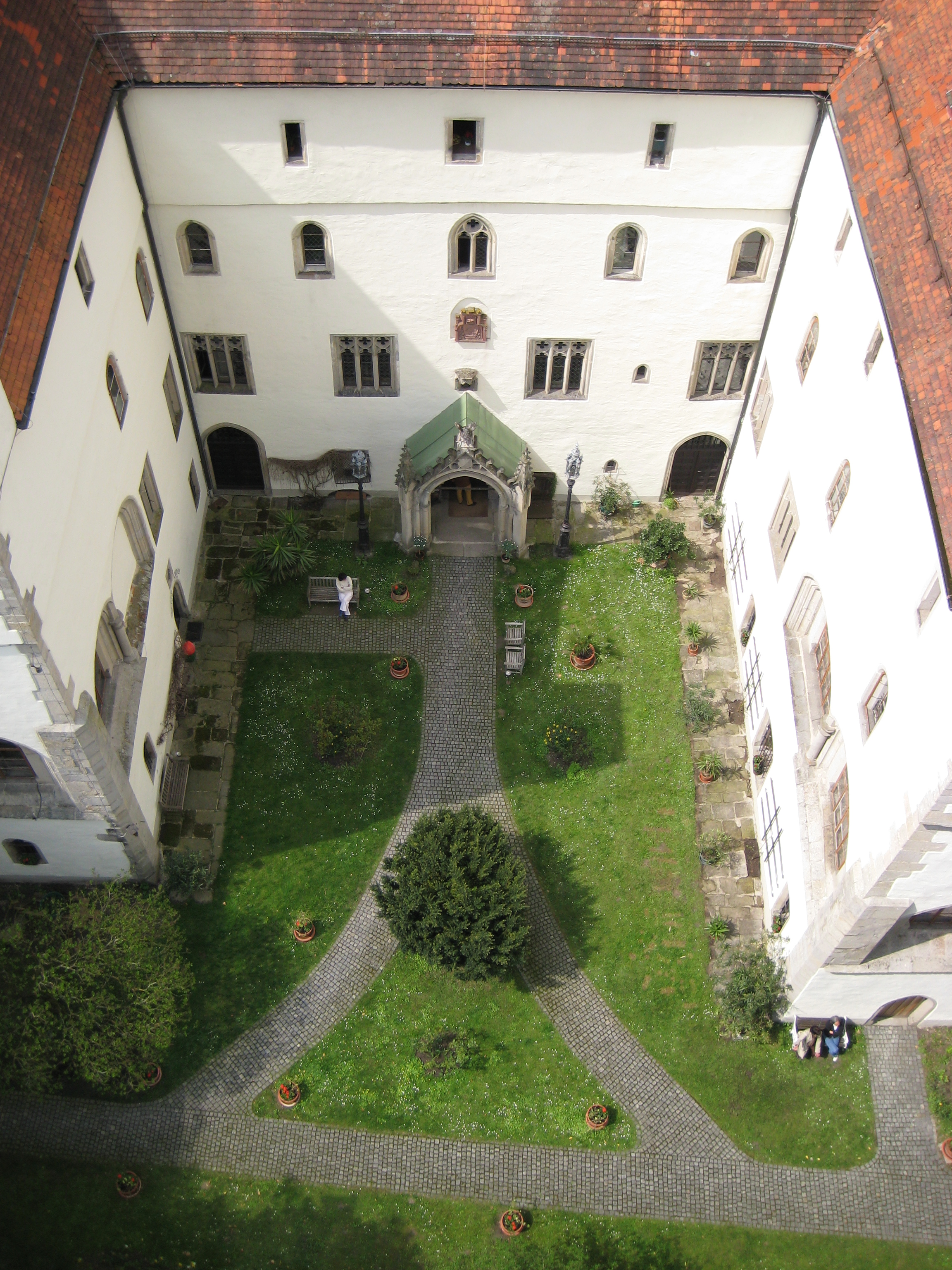
Blick vom Bergfried auf den Innenhof

Schloss Egg steht im Gemeindeteil Egg der Gemeinde Bernried im Landkreis Deggendorf. Die ehemalige Verteidigungsanlage wurde im 11. Jahrhundert im Tal des Mettenbachs als Wasserburg angelegt und Mitte des 19. Jahrhunderts romantisch überformt. Die Anlage ist unter der Aktennummer D-2-71-116-14 als Baudenkmal verzeichnet. Die Anlage wird ferner als Bodendenkmal unter der Aktennummer D-2-7143-0001 mit der Beschreibung „untertägige mittelalterliche und frühneuzeitliche Befunde im Bereich des Burgstalles und Schlosses von Egg“ geführt.

## Geschichte
Egg wurde erstmals im Jahr 1103 als Sitz des Thiemo de Ekke erwähnt. Eine Untersuchung von Hölzern aus dem Burgturm im Jahr 2003 bescheinigt diesem ein Alter von etwa 850–900 Jahren. Die Ecker dienten zunächst den Grafen von Bogen und nach deren Aussterben 1242 den bayerischen Herzögen.
1403 kam Egg an die Fraunberger, welche über die Grafschaft Haag herrschten. 1427 verkauften diese die Anlage für 8000 ungarische Golddukaten an Herzog Heinrich den Reichen. Die Herzöge setzten Pfleger ein oder verpfändeten die Burg an reiche Gefolgsleute. Der erste Pfleger war Kaspar Hautzendorfer zu Hauzendorf, 1448 war der „edl und vest“ Parzival von Aichperg herzoglicher Pfleger, 1458 Ritter Jörg der Seiboltsdorfer zu Seibersdorf, 1476 bis 1483 Graf Sebastian I. von Ortenburg, 1508 Hanns Dachsperg zu Aschperg (Aspach) und 1518 Ott der Zengl zu Thonstein. Über eine Verpfändung kam 1520 die Burg an Albrecht Nothafft zu Wernberg auf Aholming und Rathsmannsdorf. Dieser war mit Euphemia, Tochter des Georg von Preysing, verheiratet. Nach dem Tod ihres Gatten stellte sie im Namen ihres unmündigen Sohnes Onophrius Erbrecht auf verschiedene Güter in Egg aus. Onophrius war Edelknabe am Hof König Ferdinands in Wien und verstarb 1529 mit 11 Jahren. Euphemia heiratete daraufhin den Ludwig Pinzenauer von Pienzenau, Hofmarschall zu Landshut; 1534 nannte er sich Herr von Falkenstein und Egg und war Vizedomus in Straubing. Seine Tochter Veronika heiratete 1547 den Wolf Dietrich von Maxlrain zu Maxlrain, Wallenburg und Aholming, der sich 1551 in einem Lehensbrieg als „Inhaber der Herrschaft Egg und Freiherr zu Waldberg“ nannte, 1578 wurde als Pfleger Tobias Wieser genannt.

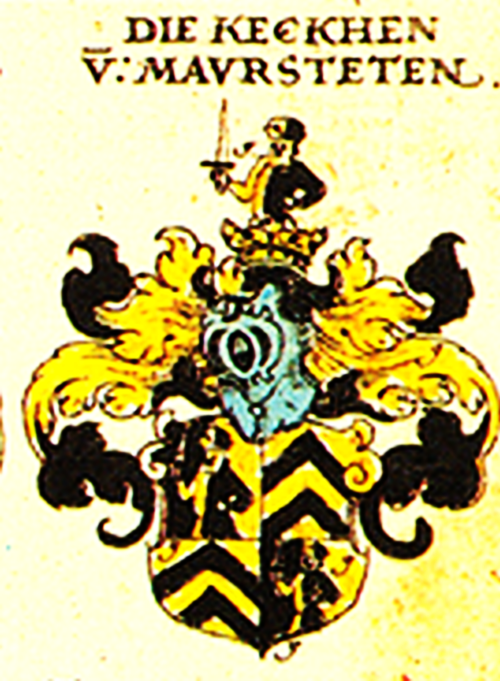
Wappen der Keckh von Mayerstetten

1581 löste Herzog Wilhelm V. Egg wieder ein und verkaufte es am 4. Februar 1581 an seinen Rat und Kämmerer Karl Keckh (auch Köck geschrieben), „Camermaister zu München und Herr zu Prunn“. Nach diesem folgte sein Sohn Friedrich (1593–1604 auf Egg), der auch Loham, Wildenforst und Findelstein (ein Schloss am Fuße des Geiersberges in Deggendorf, von dem heute nur mehr Reste übrig sind) innehatte. 1604 übertrug Friedrich Keckh das Schlossbenefizium an das Kloster Metten unter dem Abt Johannes Nablas. Sein Nachfolger Rudolf (1606–1636 auf Egg) bezeichnete sich als „Herr von Egg, Loham und Wildenforst“. Am 28. November 1633 kamen die Schweden, verwüsteten Egg und steckten das Schloss in Brand. Rudolf zog sich nach Findelstein in Deggendorf zurück, aber auch dort kamen am 14. Dezember 1633 die Schweden und plünderten die Stadt. Der nächste Keckh war Ernst Keckh (1636–1648 auf Egg); unter ihm wurde Loham abgetrennt und der Witwe des Rudolf, Regina Keckh, gegeben. Ernst Keckh war der letzte der Keckh auf Egg, das in der Folge 1648 an Franz Graf von Spaur verkauft wurde. Die Keckh erwarben 1654 Schloss Irlbach.
Franz Graf von Spaur war Kämmerer eines Erzherzogs von Österreich, seine Gemahlin hieß Helena, Tochter des letzten Tanberg Georg auf Offenberg, und so kam auch Offenberg an Franz Spaur. Seine Erbtochter Catharina ehelichte einen Freiherrn David von Wagner, der 1660–1698 auf Egg war. Dieser hatte von Graf Sigmund von Thun Schloss und Dorf Sarenthein bei Bozen erworben und nannte sich danach Freiherr von Sarentheim, 1651 wurde er in den Freiherrnstand und 1687 in den Grafenstand erhoben. Nach seinem Tod fiel Egg an seinen Schwager, den Grafen Anton Sebastian von Montfort (1698–1710 auf Egg). Dieser verkaufte Schloss Egg am 11. Juli 1709 für 42.000 Gulden an Alexander Ignaz von Schrenk, der bereits 1673 Loham und Mariaposching erworben hatte. Die Schrenck von Notzing waren von 1709 bis 1751 auf Egg. Deren Sohn Alexander Ignaz wurde von Kurfürst Max Emanuel in den Freiherrenstand erhoben und war Pfleger auf Diessenstein sowie Besitzer von Notzing und Vilsessing, zudem war er während des Spanischen Erbfolgekrieges Anhänger der Habsburger. Er verstarb am 27. November 1716. Ihm folgte sein Sohn, Franz Adam Ignatz Freiherr von Schrenck und Notzing, kurfürstlich-bayerischer Kämmerer und seit 1715 Pfleger von Diessenstein. Er starb bereits mit 27 Jahren am 25. Juli 1724. Der am 23. Mai 1723 geschlossenen Ehe mit Anna Jolanda von Kriestorff entstammten keine Kinder. So kamen Egg und Loham an Maria Magdalena von Schrenck, geborene von Neuching, die Mutter des Verstorbenen.

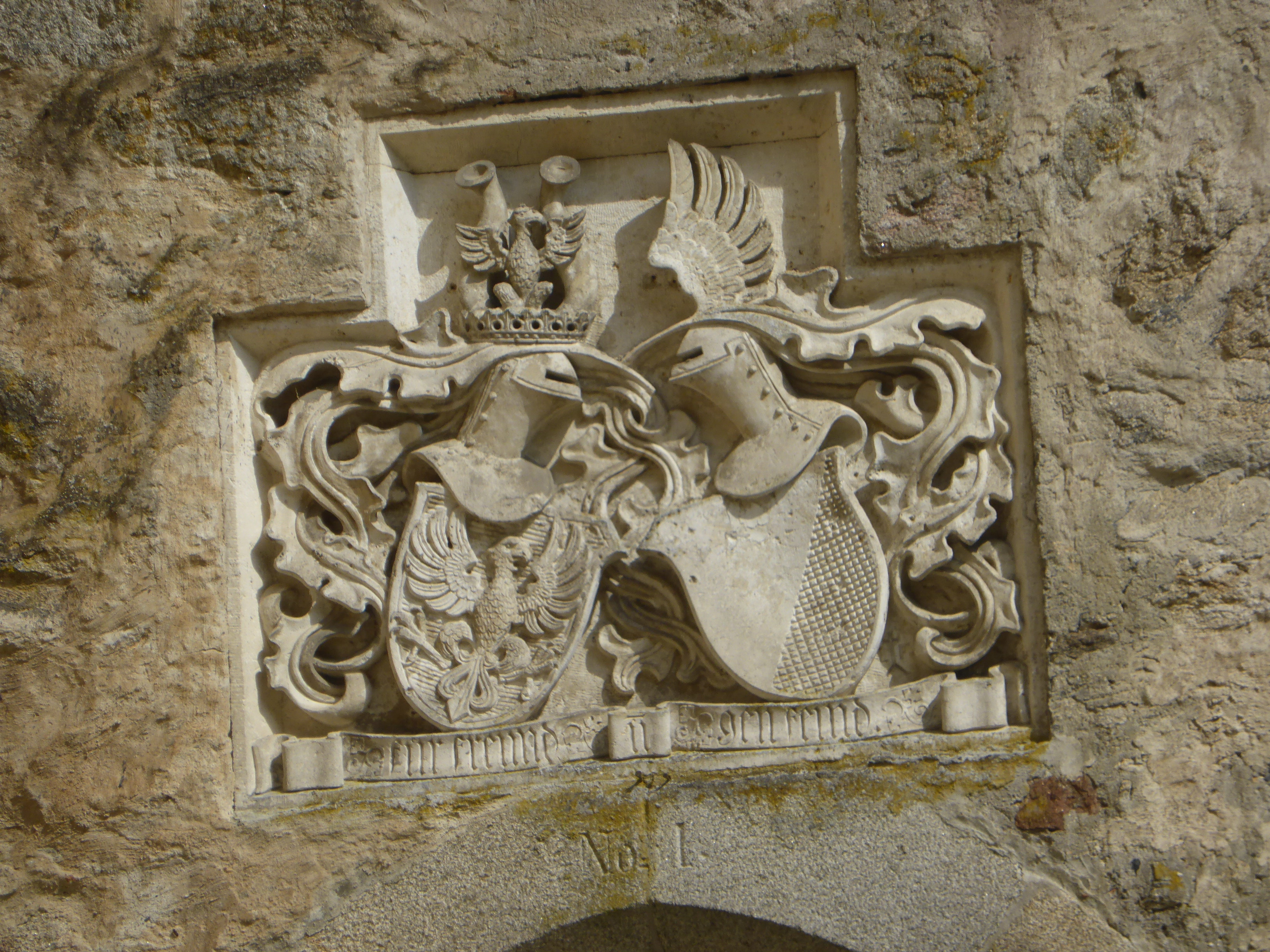
Wappen der Armansberger und Egger über dem Burgeingang

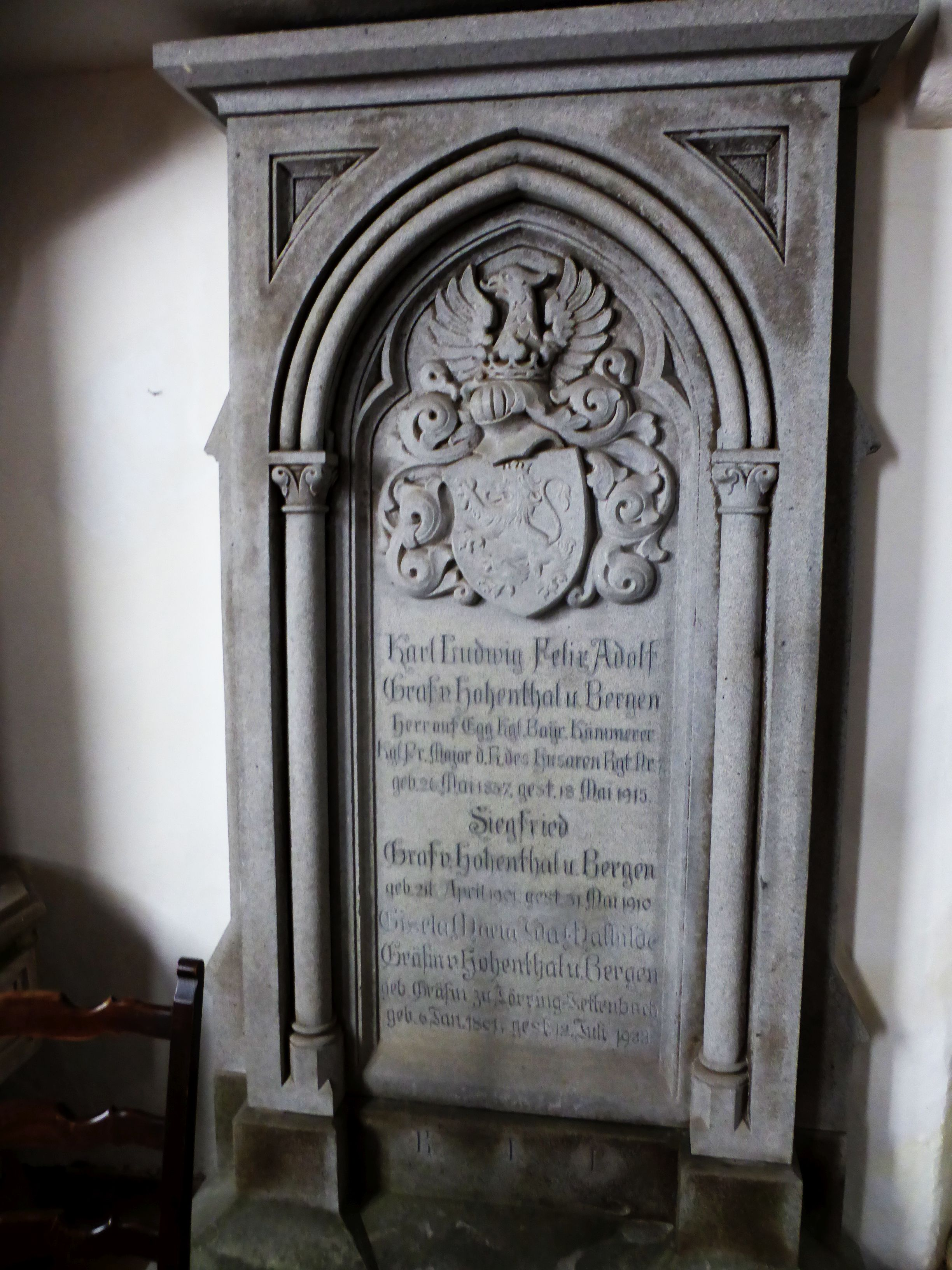
Epitaph der Grafen von Hohenthal

Von ihr erbte bzw. kaufte 1752 ihr zweiter Schwiegersohn Johann Anton Joseph Freiherr von Armansberg auf Schönberg Egg und Loham. Die Armansberger waren von 1751 bis 1859 auf Egg. Graf Joseph Ludwig von Armansperg ließ die Burg um 1840 für 84.000 Gulden romantisieren und verbrachte seinen Lebensabend dort. Er war verheiratet mit Theresia von Weichs (* 6. Mai 1787 zu Straubing, † 1859 in Regensburg), aus der Ehe gingen vier Töchter hervor. Seine Tochter Sophia Carolina Antonia Maria Clara (* 12. August 1819 in Augsburg, † 8. August 1868 in Egg) heiratete den moldauischen Großbojar Demetrius von Cantacuzenos. Sie hatte 1859 nach dem Tod ihrer Mutter die väterlichen Güter erhalten. Aus der Ehe mit Fürst Demetrius gingen vier Kinder hervor: Alexander, Konstantin, Irene Karoline (* 1840) und Theodor (* 1841, wurde im Krieg von 1866 verwundet und lebte danach in Pension, verheiratet mit dem Gräfin Deym). Nach dem Tod von Sophia wurden die Güter Egg und Loham getrennt, der Sohn Alexander erhielt Egg, der Sohn Konstantin Loham. Alexander hatte seine Verwandte Fürstin Elise von Cantacuzenos geheiratet. Am 1. Mai 1871 verkaufte er Egg an den Baron Karl von Eichthal und zog nach München. Seine Tochter Minka Alexandra ist in der Gruft unter der Schlosskapelle von Egg beigesetzt. Fürst Konstantin von Cantacuzenos verkaufte 1871 sein Gut Loham an den Baron Carl sen. von Eichthal und erwarb dafür das Schloss Guttenburg bei Mühldorf. Baron Carl sen. von Eichthal war auch Inhaber von Hohenburg. Er vergrößerte das Brauhaus zu Egg sowie die zum Schloss gehörende Ökonomie und ließ das Schloss Egg ausbauen. Er war verheiratet mit Isabella Gräfin von Chuen-Belasi. Aus der Ehe stammten vier Kinder: K(C)arl Robert, Sophie, Charlotte und Irene. 1876 übergab Baron Carl sen. den Besitz seinem Sohn Baron Carl jun. von Eichthal auf Offenberg, der ältere Baron ist am 3. Juli 1880 in Miesbach verstorben. Die Erbengemeinschaft verkaufte am 15. Oktober 1882 Schloss Egg an Adolf Graf von Hohenthal und Bergen (* 26. Mai 1857 in Berlin). Das Anwesen blieb bis 1931 im Familienbesitz. 1931 ersteigerte das Kloster Metten das Schloss.
1939 kaufte der Fabrikant und Konsul von China Joseph Maximilian Hartl († 1957) das Schloss (ohne die Ökonomiegründe). Heute ist das Schloss im Besitz seiner Familie.
Der Außenbereich des Schlosses, der Haupthof, sowie der 45 Meter hohe Bergfried können in den Sommermonaten besichtigt werden, durch die Prunkräume im 1. Obergeschoss finden Führungen statt. Der sog. „Spiegelsaal“ im 1. OG. dient heute als Außenstelle des örtlichen Standesamtes, im ehemaligen Ökonomiegebäude ist ein kleines Schlosshotel untergebracht, der ehemalige Burgstall und der Garten werden für Feierlichkeiten vermietet.

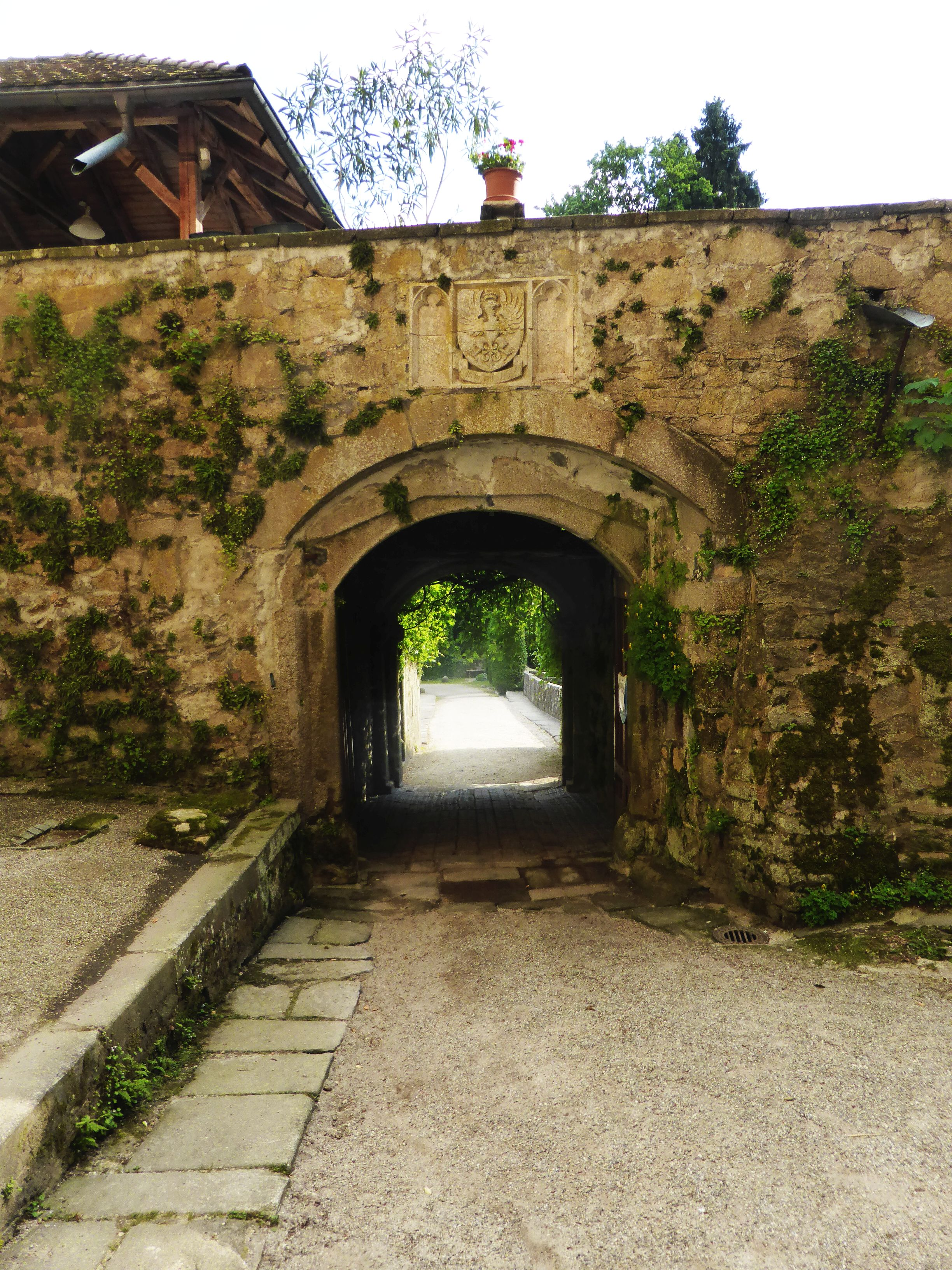
Schlosstor (Innenansicht)

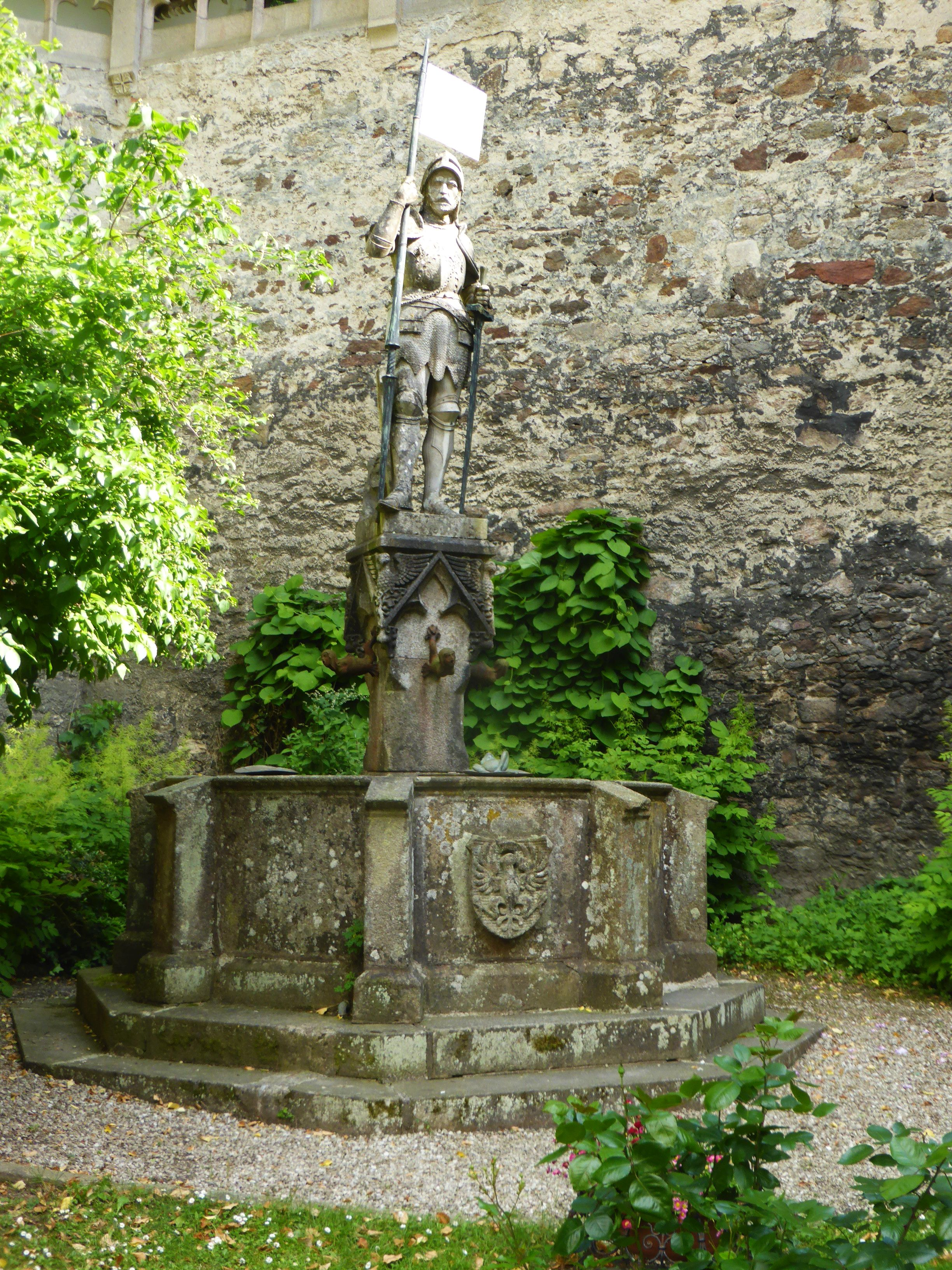
Schlossbrunnen mit einem Ritter der das Armansperg'sche Wappen trägt.

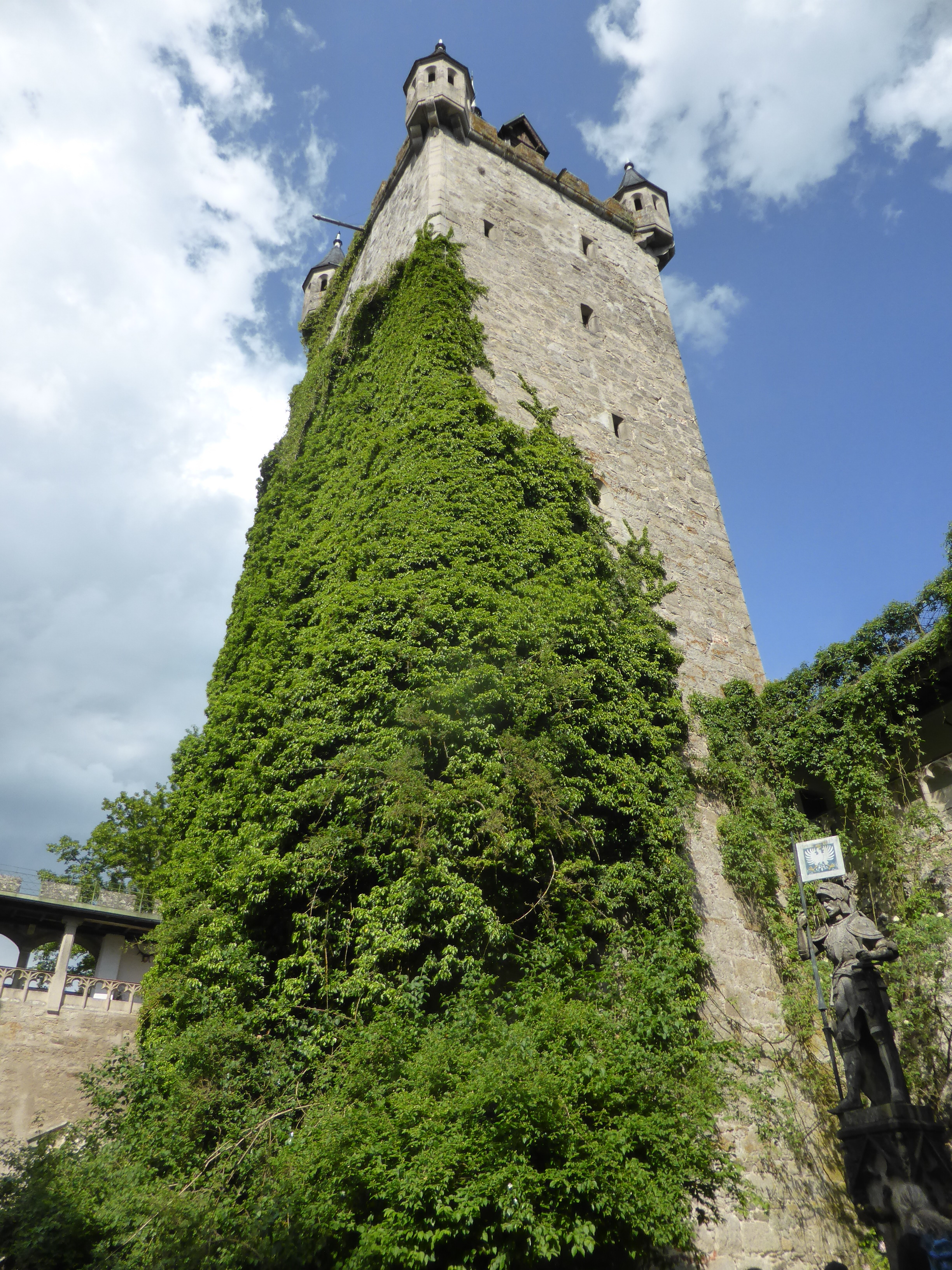
Hungerturm

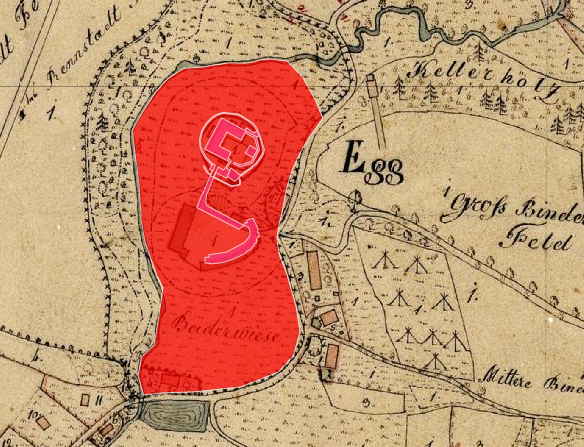
Lageplan von Schloss Egg auf dem Urkataster von Bayern

## Gebäude
Schloss Egg ist eine im Kern vollständig erhaltene, mittelalterliche Burganlage, um die sich der ehemalige Wassergraben zieht. Die Umgebung wurde romantisch überformt: Neben der Verlegung des originalen Zugangs wurden zusätzliche „Wehranlagen“ im 19. Jahrhundert neu errichtet. Original eingerichtete Festsäle und Salons aus dem 19. Jahrhundert können besichtigt werden. Im Bereich des Schlosses ist auch ein Niederungsburgstall lokalisiert; der war eine zweiteilige Anlage im Tal des Mettenbachs, die von breiten Wassergräben umgeben war, das Kernwerk war durch einen eigenen Graben von dem Vorwerk getrennt.
Die Anlage wurde unter Graf Joseph Ludwig von Armansberg 1838–1842 unter Leitung des Architekten Ludwig Foltz von Regensburg renoviert. Dabei wurde das frühere Ökonomie- und Bräuhaus abgebrochen. Zudem wurde die Burg durch mittelalterlich anmutende „Ornamente“, wie Giebel, Söller und Spitztürmchen, ausgestattet. 1839 wurde die alte hölzerne Brücke abgebrochen und durch eine aus mehreren Steinbögen bestehende ersetzt.
Der 12 m tiefe Marienbrunnen im äußeren Burghof ist mit Quadersteinen ausgemauert. Eine 1840 gebaute Treppe mit 24 Stufen führt zur eigentlichen Burg. Über dem Tor zur Burg befindet sich ein Allianzwappen der Egger und der Armansberger. Durch einen weiteren Torbogen in der ehemals zweiten Ringmauer gelangt man in den eigentlichen Schlosshof. Dort steht der 45 m hohe sogenannte Hungerturm. Im Turm befindet sich eine Gussstahlglocke, die 1872 durch Baron Eichthal angeschafft wurde und die drei Buchstaben „B.V.G.“ aufweist. Die Glocke wurde von Abt Utto Lang von Metten geweiht. Sie diente früher dazu, die Bewohner von Egg vor einer Feuergefahr zu warnen. Graf Armansberg ließ am Turm eine mit vier Türmchen ausgestattete Galerie anbringen, aus deren Mitte die Hauptspitze hervorragt. Aus dem Verlies im Untergeschoss des Hungerturms ließ Graf Armansberg zwei Wagenladungen Menschenknochen bergen und im Friedhof von Berg bei Metten bestatten. Bis Ende des 19. Jahrhunderts wurde noch das Brett und der Seilaufzug gezeigt, mit denen die Verurteilten nach unten gebracht wurden. Unter dem Palas, mit Zugang vom Hauptkeller, befindet sich ein sogenannter Erdstall, der in sich geschlossen ist. Seine Erbauer, sein Alter und Verwendungszweck geben bis heute Rätsel auf.
An der Südseite des Hungerturms befindet sich ein Brunnen. Auf der Brunnensäule steht ein Ritter in voller Rüstung, der aufgrund des Wappens als Armansperger angesehen werden kann. Die Statue wurde von Ludwig Foltz angefertigt. An der Nordseite des Turms ist der Fischbrunnen, der sein Wasser von dem Ritterbrunnen erhält.
Im Burggebäude wurden doppelte Fensterstöcke eingebaut. Der südliche Frontgiebel mit den drei Türmen entstand 1840, der westliche und der Erker auf dem Nordflügel stammen von 1841. Die Räume sind mit individuell gestalteten Kachelöfen ausgestattet. Jedoch werden die Kamine aus Gründen des Brandschutzes seit den frühen 1970er Jahren nicht mehr befeuert. Im ersten Stock im Burginneren befinden sich mehrere Ritterstatuen, von denen eine aufgrund des Wappens ein Ecker ist. Beim Eingang zum Speisesaal sind zwei Fähnriche postiert, einer ein Graf Armansberg, der andere ein Fürst Cantacuzene. Die Holztäfelungen wurden von dem Kunsttischler Köhler aus Passau ausgeführt, die Stuckaturarbeiten von den Gebrüdern Viotty aus München, die Malereien von einem Conti aus München sowie dem Then und Christoph Stephan aus Passau. In den Räumlichkeiten übernachtete 1849 zweimal König Max II. Joseph.

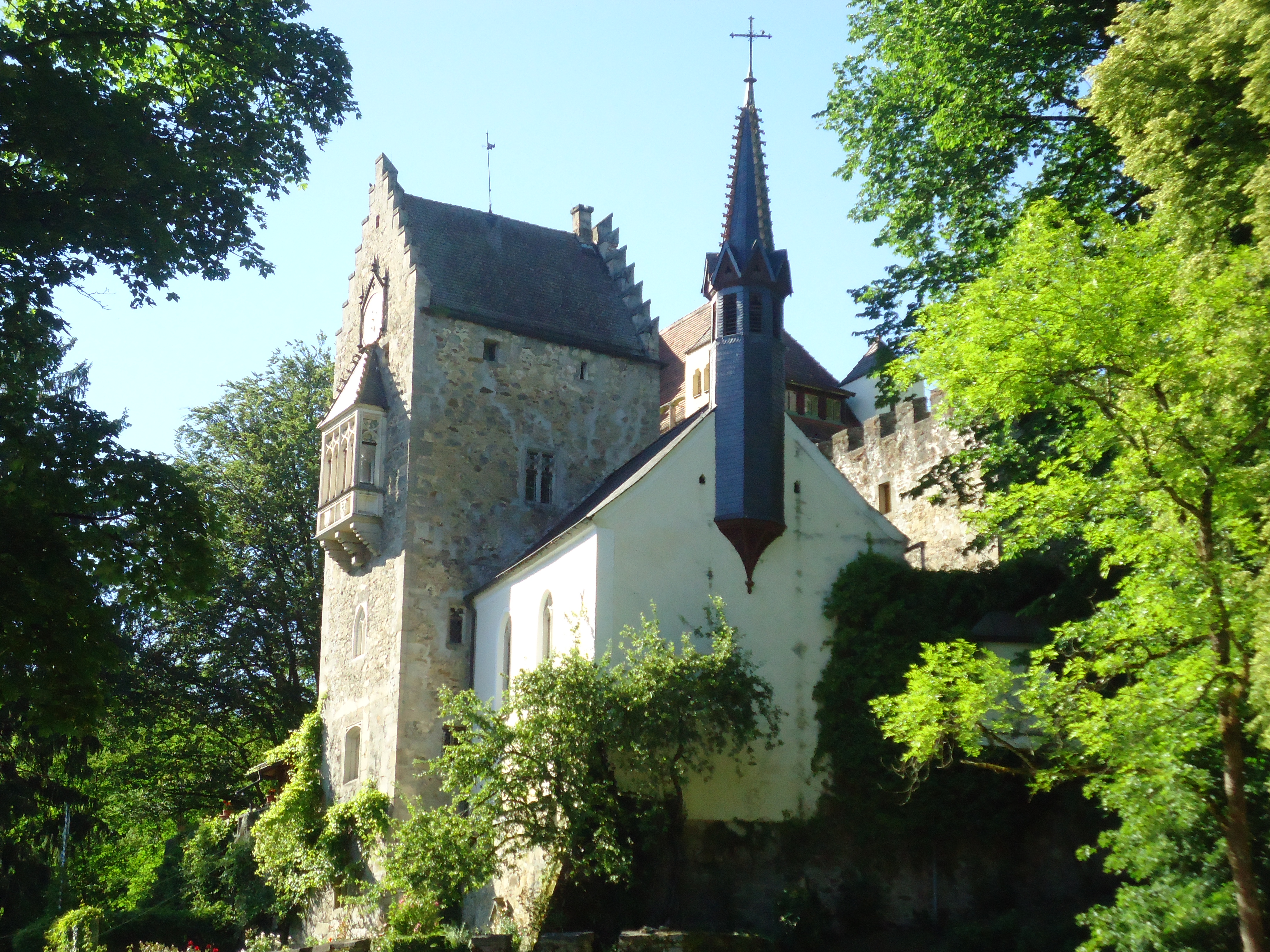
Schlosskapelle

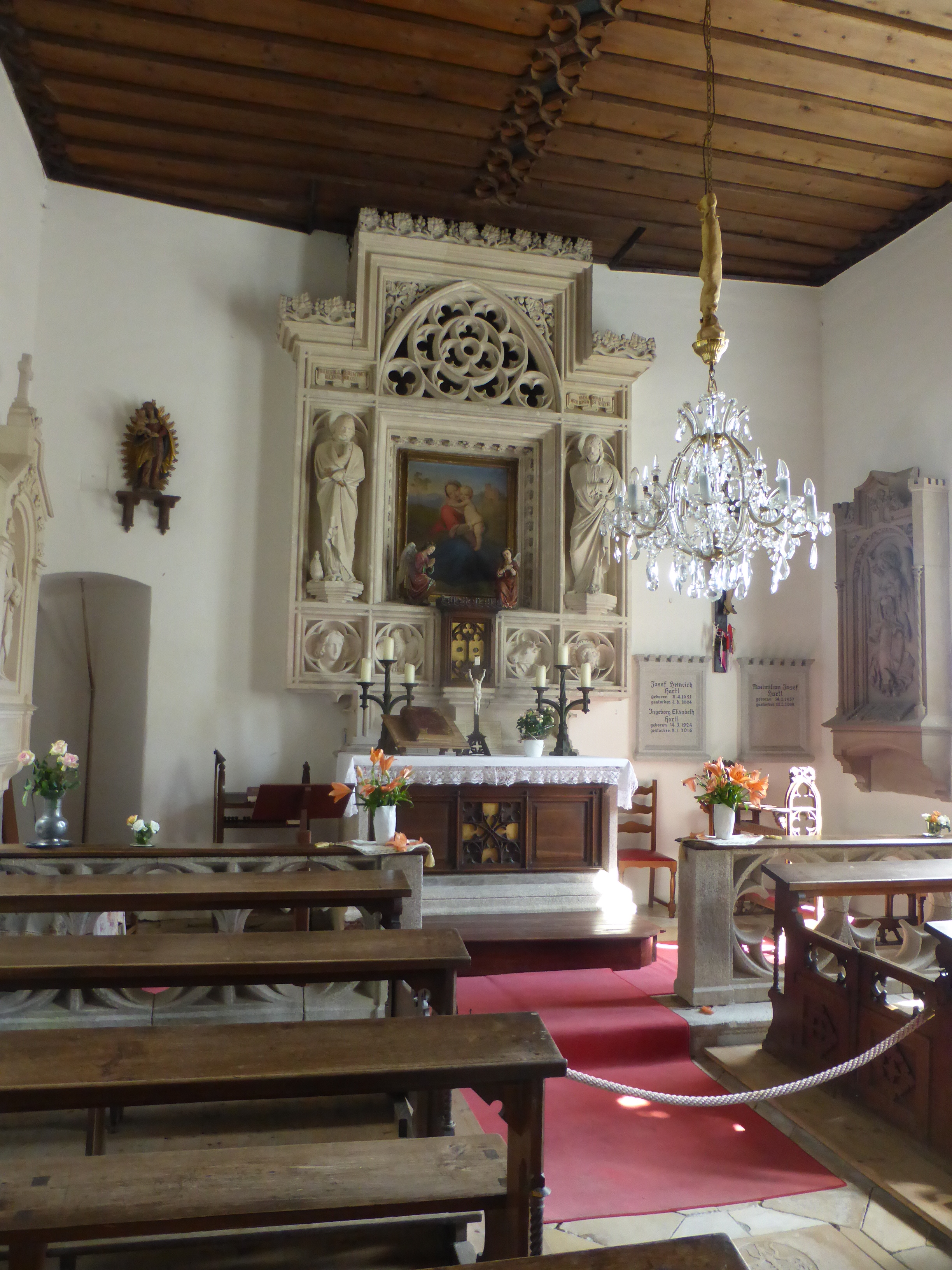
Innenansicht der Schlosskapelle (2018)

## Schlosskapelle
Diese wurde an einer Stelle der südlichen Ringmauer erbaut und steht mit dem Vorturm in Verbindung. Im Kapellenturm hängt eine Glocke mit der Jahreszahl 1400 und der Umschrift „Maria Hilf uns“. Die Kapelle wurde von Peter I. dem Ecker gestiftet, sie stammt in den Grundzügen aus dem 14. Jahrhundert und ist der Gottesmutter Maria geweiht. Durch Georg den Frauenberger wurde 1412 die Kapelle erweitert und mit einem zweiten Altar versehen. Vor dem Umbau im 19. Jahrhundert hatte die Kapelle neben dem Hauptaltar einen St.-Anna- und einen St.-Johann-Altar.
Unter Ludwig Foltz wurde das Kircheninnere neugotisch umgestaltet. Der Hochaltar ist aus Regensburger Kalkstein, in seinem Unterbau sind Symbole der vier Evangelisten eingebaut, die den hölzernen Tabernakel einrahmen. Das Hochaltarbild wird von Figuren der Apostel Petrus und Paulus eingerahmt. Bei der Renovierung wurden die beiden Seitenaltäre und die Orgel beseitigt. Neu sind das Kirchengestühl, die Empore und das Speisgitter.
Unter der Predella befindet sich der Abstieg in die Gruft. Hier sind Josef Felix von Armansperg († 1820), Sophie Fürstin von Cantacuzene († 1868) und Minka Cantacuzene († 1863 im Alter von 1½ Jahren) beigesetzt.

## Das Schlossbenefizium
Durch Peter I. den Ecker wurde zu Egg ein Benefizium eingerichtet, es heißt dazu: „Peter von Egg, zu dennenselben Zeiten Vicedom von Straubing, Albrecht sein Sohn Gott und Unsere Frauen zu Lob und Ehren, und ihren Vorfordern und nachkommen Hail und Seligkeit willen in unserem Haus da zu Egg ein Kapell gestiftet und bestimmt, daß ihr Kapellan täglich Maß haben soll“. Der Schlossherr hatte das Präsentationsrecht. Während der Reformation trat ein Mangel an Weltpriestern ein und Conventualen des Klosters Metten übernahmen die Obliegenheiten eines Benefiziaten gegen eine entsprechende Gebühr. Unter Friedrick Keckh trat eine „Verwirrung“ ein: Dieser hatte trotz Anmahnung des Regensburger Bischofs, des Johann von der Pfalz, es versäumt, einen Priester zu präsentieren. Deshalb ernannte der Bischof am 5. Juli 1595 den Priester Kilian Rankh zum Benefiziaten, allerdings verweigerte der Schlossherr dessen Bezahlung und es kam zu einem Prozess. Noch bevor dieser entschieden wurde, cedierte Kilian Rankh seine Rechte am 15. September 1604 an den Abt von Metten; Kilian Rankh hatte eine Anstellung im Kloster St. Emmeram in Regensburg erhalten. Das Benefizium blieb bis zur Säkularisation von 1803 mit dem Kloster Metten verbunden; dann hat der Staat mit der Aufhebung des Klosters auch die Benefizialgüter als ein Annexum des Klosters eingezogen.
1821 stellte Josef Ludwig von Armansperg ein Gesuch auf Restitution der Benefizialgüter und 1825 wurden diese zurückgegeben. Es erfolgte am 25. November 1828 die kanonische Neuerrichtung des Benefiziums durch das Ordinariat Regensburg. Erster Benefiziat wurde daraufhin Johann Nepomuck Visino (1838–1842, † 1879 als Pfarrer von Gern), Nachfolger wurde Ignat Beer (1843–1873), ein begabter Maler und Zeichner. 1838 wurde auch ein Benefiziatenhaus an der Straße von Metten nach Neuhausen errichtet, da 1594 die alte Wohnung abgerissen worden war.
Im Jahre 1849 zum Fest Peter und Paul wurde eine 500-Jahr-Feier im Gedenken an die Stiftung des Schlossbenefiziums abgehalten; das Pontifikalamt hielt Abt Gregor von Metten.

## Varia
Im 2013 erschienenen Spielfilm Fünf Freunde 2 diente Schloss Egg als Kulisse und ist dort in vielen Einstellungen deutlich zu erkennen, ebenso im 2002 erschienen Kinderfilm Bibi Blocksberg. Im Frühjahr 2016 wurde Bullyparade – Der Film unter Regie von Michael Herbig im Schloss und seinen Innenräumen gedreht. Im Herbst 2022 wurde der deutsche Thriller In falschen Händen im Auftrag des ZDF dort produziert. 